# Ruski
Ruski – zlikwidowana wąskotorowa stacja kolejowa we wsi Borowica, w województwie lubelskim, w Polsce.